# سازند امیران
سازند امیران از سازندهای زمین‌شناسی ایران است، که نام آن از کوه امیران در استان لرستان اقتباس شده است. این سازند قبلاً به نام فلیش خوانده می‌شد. برش نمونه سازند آواری امیران در یال شمال غربی تاقدیس کوه امیران، نزدیک شهرستان معمولان واقع در کنار جاده اندیمشک به خرم‌آباد در لرستان در محلی که رودخانه کشکان ساختمان تاقدیسی امیران را قطع می‌کند، گرفته شده است. این سازند حاوی سنگواره‌های پلانکتونی است. سن این سازند را از پالئوسن تا ماستریشین در نظر می‌گیرند.
با توجه به اینکه بیشتر قطعات تشکیل دهنده سازند امیران، از تخریب افیولیت‌ها و رادیولاریت‌ها به وجود آمده است، لذا باید چنین پنداشت که در اواخر کرتاسه تا پالئوسن منطقه افیولیتی زاگرس که بیشتر در شمال شرق کوه‌های زاگرس قرار دارد، بر اثر فشارهای جانبی از آب خارج و ارتفاعات مهمی را تشکیل داد که از فرسایش آنها سازند امیران به وجود آمده است. این مسئله ممکن است به آبداکسیون پیوسته اقیانوسی نئوتتیس بر روی پلاتفرم عربستان در ارتباط باشد. اقیانوس مزبور از ژوراسیک به زیر ایوان مرکزی فرو رانش داشته است.